# En kärleksnatt vid Öresund
En kärleksnatt vid Öresund är en svensk komedifilm från 1931 i regi av Ragnar Widestedt och Sölve Cederstrand.

## Handling
Maud har nästan skrivit färdigt en roman och vännen Viola hjälper henne att skicka in manuskriptet till ett förlag. Kanske kan de vinna den årliga romanpristävlingen och få 50 000 kronor i pris!

## Om filmen
Filmen hade premiär på biograferna Astoria och Plaza i Stockholm den 18 november 1931.

## Rollista i urval
- Erik "Bullen" Berglund – "Trestjärniga Johansson"
- Elisabeth Frisk – Maud Olsson
- Bengt Djurberg – Gunnar Ohlson
- Maritta Marke – Viola Vall
- Theodor Berthels – Charlie Ohlsson, förläggare
- Ragnar Widestedt – generalkonsul Julius Hagenberg
- Mathias Taube – badläkare
- Einar Fagstad – gast på Hagenbergs yacht
- Eric Abrahamsson – redaktör för "Familjeveckan"
- Hugo Björne – doktor Forsmark
- Sven Jerring – som sig själv
- Sven-Olof Sandberg – radiosångaren
- Carl Deurell – professor Jakob Nobelius

## Musik i filmen (urval)
- Moonlight Savings Time, instrumental, kompositör: Irving Kahal och Harry Richman
- Salta biten, kompositör: Fred Winter, text: Valdemar Dalquist, sång: Einar Fagstad och Gösta Bodin
- Va' säger herrarna om de'? kompositör: Fred Winter, text:	Fritz Gustaf, sång: Erik "Bullen" Berglund
- Dream a Little Dream of Me, instrumental, kompositör: Wilbur Schwandt och Fabian Andre
- En kärleksnatt vid Öresund, kompositör: Fred Winter, text:	Ejnar Westling, sång: Bengt Djurberg
- Brautchor (Treulich geführt, ziehet dahin), instrumental, kompositör: Richard Wagner
- Bella Caschetta, kompositör: Fred Winter, text: Fritz Gustaf, sång: Sven-Olof Sandberg
- Kalle P, instrumental, kompositör:	Josef Franz Wagner ("Gigerl-marsch")